# Louis Brusset
Pour les articles homonymes, voir Brusset.
Louis Brusset (1904-1963), chevalier de la légion d'honneur, était un officier français, sorti de Saint-Cyr, promotion du RIF (1924-1926).  
Il fit deux séjours au Sahara affecté à la compagnie méhariste des Ajjers à Djanet.
Au cours de son séjour, il réalisa des missions de reconnaissance à travers le Ténéré. L'une de ces missions consista, en 1934, à reconnaître la possibilité pour l'expédition Citroën, appelée « Croisière noire », de traverser le Ténéré. La Croisière noire avait pour but de faire la traversée de l'Afrique en convoi de voitures d'Alger au Cap.
Cette expédition à travers le Ténéré lui a valu de découvrir un erg jusque-là inconnu des cartes, qui porte aujourd'hui son nom (erg Brusset). Cet erg est situé au Niger, au Nord de l'Adrar Madet, non loin de l'Arbre du Ténéré, près des frontières de la Libye, de l'Algérie et du Tchad. 

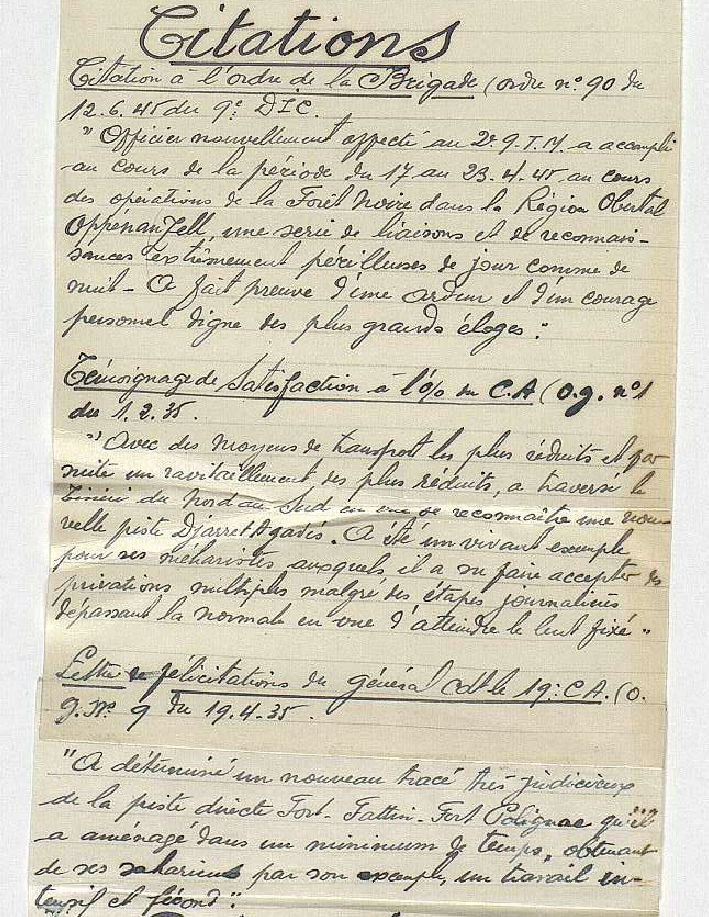
Extrait du dossier « Légion d'honneur » : citations.